# Vezet
Vezet est une ancienne commune française, située dans le département de la Haute-Saône en région Bourgogne-Franche-Comté.
Elle est devenue, le 15 décembre 2015, une commune déléguée de la commune nouvelle de La Romaine.
Ce village est connu pour l'affaire du meurtre de Frédéric Badet par Charles Beau, où le meurtrier a reçu le soutien d'une grande partie du village.

## Géographie
Vezet est situé à environ 22 kilomètres à vol d'oiseau à l'ouest de Vesoul, dans le département de la Haute-Saône.

### Communes limitrophes
| Fresne-Saint-Mamès | Soing-Cubry-Charentenay | Noidans-le-Ferroux       |
| Greucourt          | Vezet                   | Le Pont-de-Planches      |
| La Vernotte        | Les Bâties              | Fretigney-et-Velloreille |

### Hydrographie
Une partie du territoire communal est traversée par la vallée de la Romaine, rivière qui prend sa source à Fondremand et qui se jette huit kilomètres en aval et au nord dans la Saône.

## Histoire

### Moyen Âge
La maison de Vezet (ou Veseth) tirait son nom d'un village proche de l'abbaye de la Charité (situé à Corneux, commune de Saint-Broing) dans le bailliage de Gray. Cette co-seigneurie était partagée entre l'abbaye et des seigneurs laïcs dont les premiers portèrent le nom de Vezet.
Généalogie de la maison de Vezet
Les armes de la maison de Vezet était : d'azur emmanchées d'argent de deux pièces.
Thierry de Vezet, chevalier, seigneur de Vezet. Il est cité en 1321 dans le traité de mariage du seigneur de Montsaugeon et est nommé comme témoin en 1324 dans un accord intervenu entre le seigneur d'Oiselet et l'abbaye de la Charité. Il teste en 1331 et choisissait sa sépulture dans l'église de Vezet, il stipule à cette occasion que son cheval et ses armes doivent être offerts le jour de ses obsèques et que ses héritiers affranchissent la maison où vit Vuillemin son frère naturel.
Mariage et succession :
Il épouse Agnès de qui il a :
- Eudes qui suit,
- Étevenet, écuyer. Dans son testament de 1344 il dispose de ses biens en faveur de son frère Eude et choisit d'être inhumé auprès de son père,
- Jean, prieur d'Aubigney.
- Marguerite,
- Alix,
- Guillemette,
- Gilette,
- Jeannette, religieuse de l'abbaye d'Onans.

Eude ou Odon de Vezet, chevalier. Il teste en 1379 et veut être inhumé dans l'église de Vezet.
Mariage et succession :
Il épouse Isabelle de Seveux de qui il a :
- Guillaume qui suit,
- Marguerite,
- Étiennette, fille naturelle, nommée dans le testament de son frère.

Guillaume de Vezet, damoiseau, seigneur de Vezet. Il teste au château de Vezet en 1387 et choisit lui aussi comme sépulture l'église de Vezet.
Mariage et succession :
Il épouse Marguerite, fille de Guillaume de Montjustin et d'Agnel d'Arcey, de qui il a :
- Jean qui suit,
- Jeanne, dame en partie de Vezet. Elle hérite de la totalité du fief après la mort de son frère. Elle épouse Guyot III de Grammont, puis en deuxième époux Odet d'Amandre, écuyer. Elle teste le 22 novembre 1438 et choisit sa sépulture dans l'église de Vezet.

Jean de Vezet, damoiseau, seigneur de Vezet, de Pont, de Greucourt, de Brotte, de Velleclaire et de Savoyeux.
Mariage et succession :
Il épouse Perrenette, fille de Jean de Quingey, de qui il n'a pas d'enfant.
Jean de Vezet est le dernier mâle de cette maison, il avait fait son testament le 10 avril 1418 dans lequel il stipule vouloir être inhumé dans l'église de Vezet et où il institua sa sœur comme héritière de ses biens. De son premier mariage Jeanne de Vezet avait eu Jean et Marguerite, c'est donc Jean, sous le nom de Grammont qui se voit remettre les seigneuries de Vezet, de Pont, de Greucourt, de Villeclerc et le droit de pêche dans les rivières de Savoyeux. Marguerite hérite du fief de Brattes.

### Époque moderne
Au début du XVe siècle elle passait dans la famille de Grammont. La Seigneurie de Vezet, ainsi que celles de Grancourt, des Grandes et Petites Baties, de Gatineuries et dépendances furent érigées en comté le 5 septembre 1749 sous le nom de comté de Mareschal pour Charles-Luc Joseph Claude Mareschal de Vezet.
En 1637, quatre cents habitants furent tués par les soldats ou par la peste ; en 1788, un grave incendie détruit une partie du village.

### XXIesiècle
Les communes de Greucourt, Le Pont-de-Planches et  Vezet se sont regroupées pour former le 15 décembre 2015 la commune nouvelle de La Romaine (Haute-Saône).

## Politique et administration

### Rattachements administratifs et électoraux
La commune faisait partie de l'arrondissement de Vesoul du département de la Haute-Saône, en région Bourgogne-Franche-Comté. Pour l'élection des députés, elle dépend de la première circonscription de la Haute-Saône.
Elle faisait partie depuis 1793 du Canton de Fresne-Saint-Mamès. Dans le cadre du redécoupage cantonal de 2014 en France, la commune était rattachée depuis 2015 au canton de Scey-sur-Saône-et-Saint-Albin.

### Intercommunalité
La commune était membre depuis 2009 de la communauté de communes des monts de Gy. À la suite de sa création, le conseil municipal de la commune nouvelle a choisi de se rattacher à la communauté de communes des Combes, dont était membre Le Pont-de-Planches.

### Liste des maires

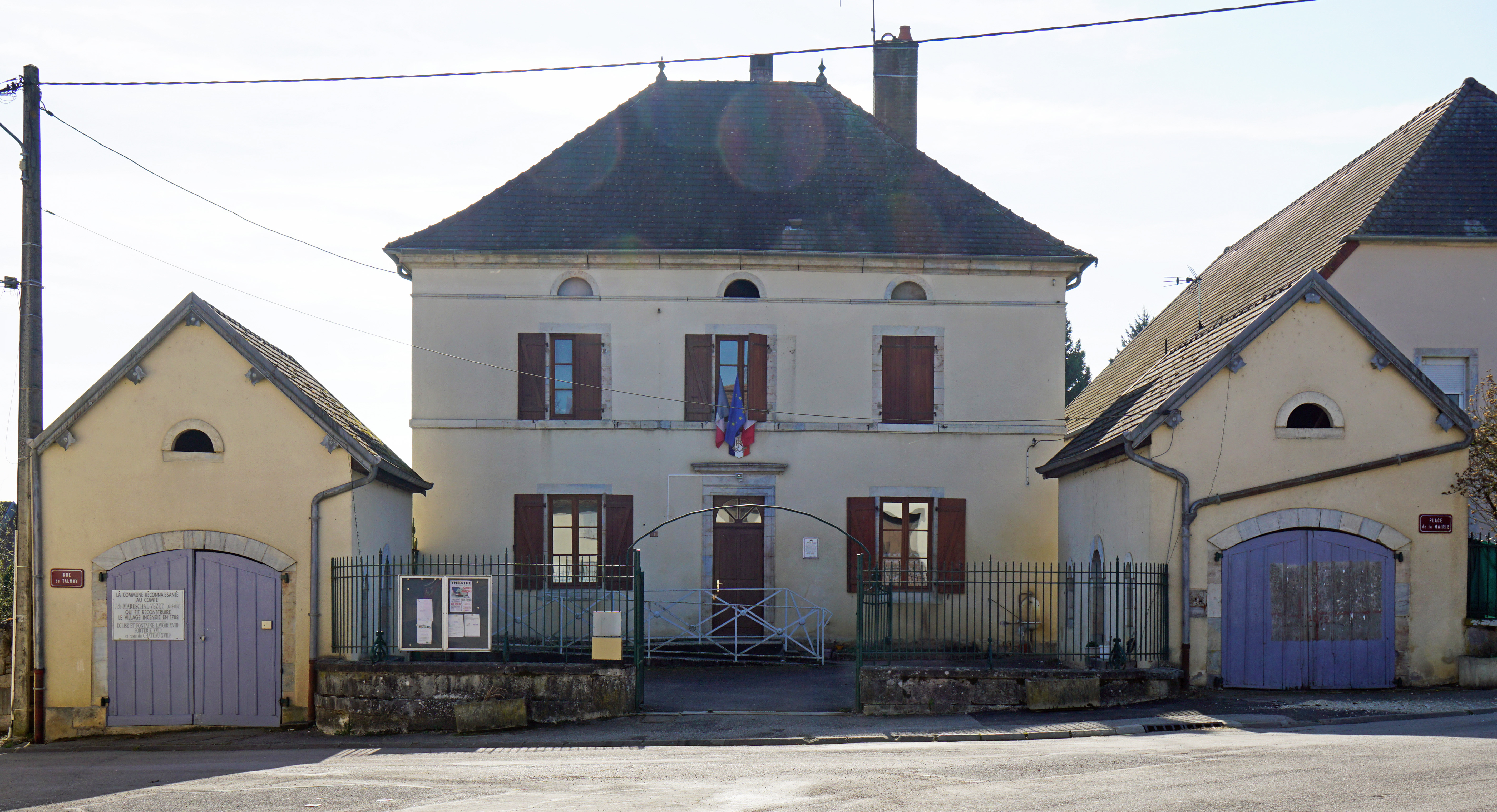
La mairie.

| Période                                  | Période       | Identité          | Étiquette | Qualité     |
| ---------------------------------------- | ------------- | ----------------- | --------- | ----------- |
| Les données manquantes sont à compléter. |               |                   |           |             |
| mars 2001                                | mars 2008     | Richard Noël      |           |             |
| mars 2008                                | décembre 2015 | Alain Franchequin |           | Agriculteur |

| Période          | Période  | Identité          | Étiquette | Qualité     |
| ---------------- | -------- | ----------------- | --------- | ----------- |
| 16 décembre 2015 | En cours | Alain Franchequin |           | Agriculteur |

## Démographie
L'évolution du nombre d'habitants est connue à travers les recensements de la population effectués dans la commune depuis 1793. À partir du 1er janvier 2009, les populations légales des communes sont publiées annuellement dans le cadre d'un recensement qui repose désormais sur une collecte d'information annuelle, concernant successivement tous les territoires communaux au cours d'une période de cinq ans. 
Pour les communes de moins de 10 000 habitants, une enquête de recensement portant sur toute la population est réalisée tous les cinq ans, les populations légales des années intermédiaires étant quant à elles estimées par interpolation ou extrapolation. Pour la commune, le premier recensement exhaustif entrant dans le cadre du nouveau dispositif a été réalisé en 2008,.
En 2013, la commune comptait 188 habitants, en évolution de −0,53 % par rapport à 2008 (Haute-Saône : −0,35 %, France hors Mayotte : +2,49 %).
| 1793 | 1800 | 1806 | 1821 | 1831 | 1836 | 1841 | 1846 | 1851 |
| ---- | ---- | ---- | ---- | ---- | ---- | ---- | ---- | ---- |
| 495  | 525  | 573  | 575  | 617  | 630  | 622  | 568  | 547  |

| 1856 | 1861 | 1866 | 1872 | 1876 | 1881 | 1886 | 1891 | 1896 |
| ---- | ---- | ---- | ---- | ---- | ---- | ---- | ---- | ---- |
| 388  | 403  | 406  | 397  | 395  | 363  | 352  | 329  | 318  |

| 1901 | 1906 | 1911 | 1921 | 1926 | 1931 | 1936 | 1946 | 1954 |
| ---- | ---- | ---- | ---- | ---- | ---- | ---- | ---- | ---- |
| 320  | 293  | 296  | 243  | 244  | 246  | 243  | 205  | 202  |

| 1962 | 1968 | 1975 | 1982 | 1990 | 1999 | 2008 | 2013 | - |
| ---- | ---- | ---- | ---- | ---- | ---- | ---- | ---- | - |
| 225  | 182  | 187  | 146  | 138  | 161  | 189  | 188  | - |

## Lieux et monuments
- Église de la Nativité-de-Notre-Dame de Vezet, construite entre 1785 et 1790 sur les plans de l'architecte Claude-Antoine Colombot[11].

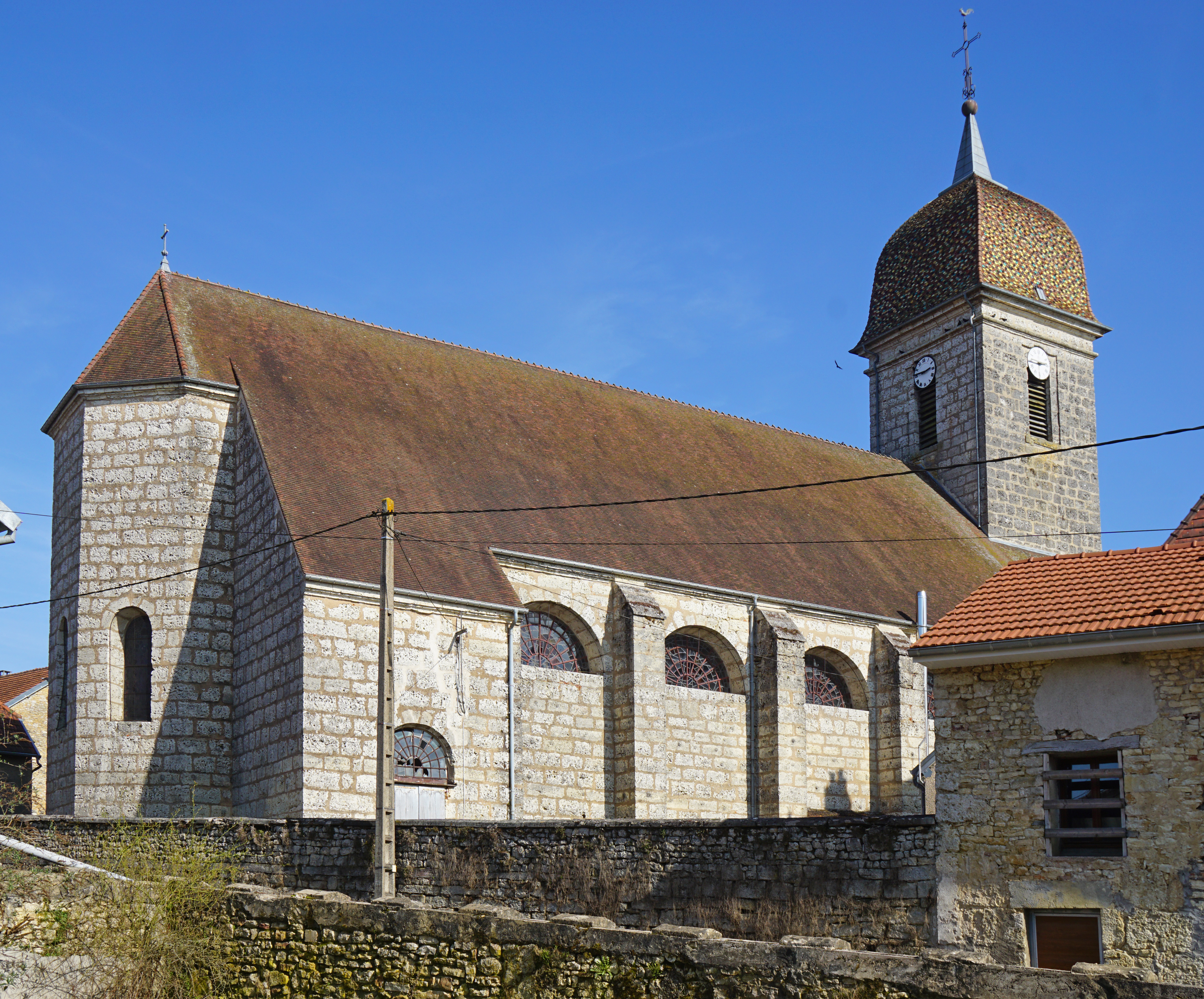
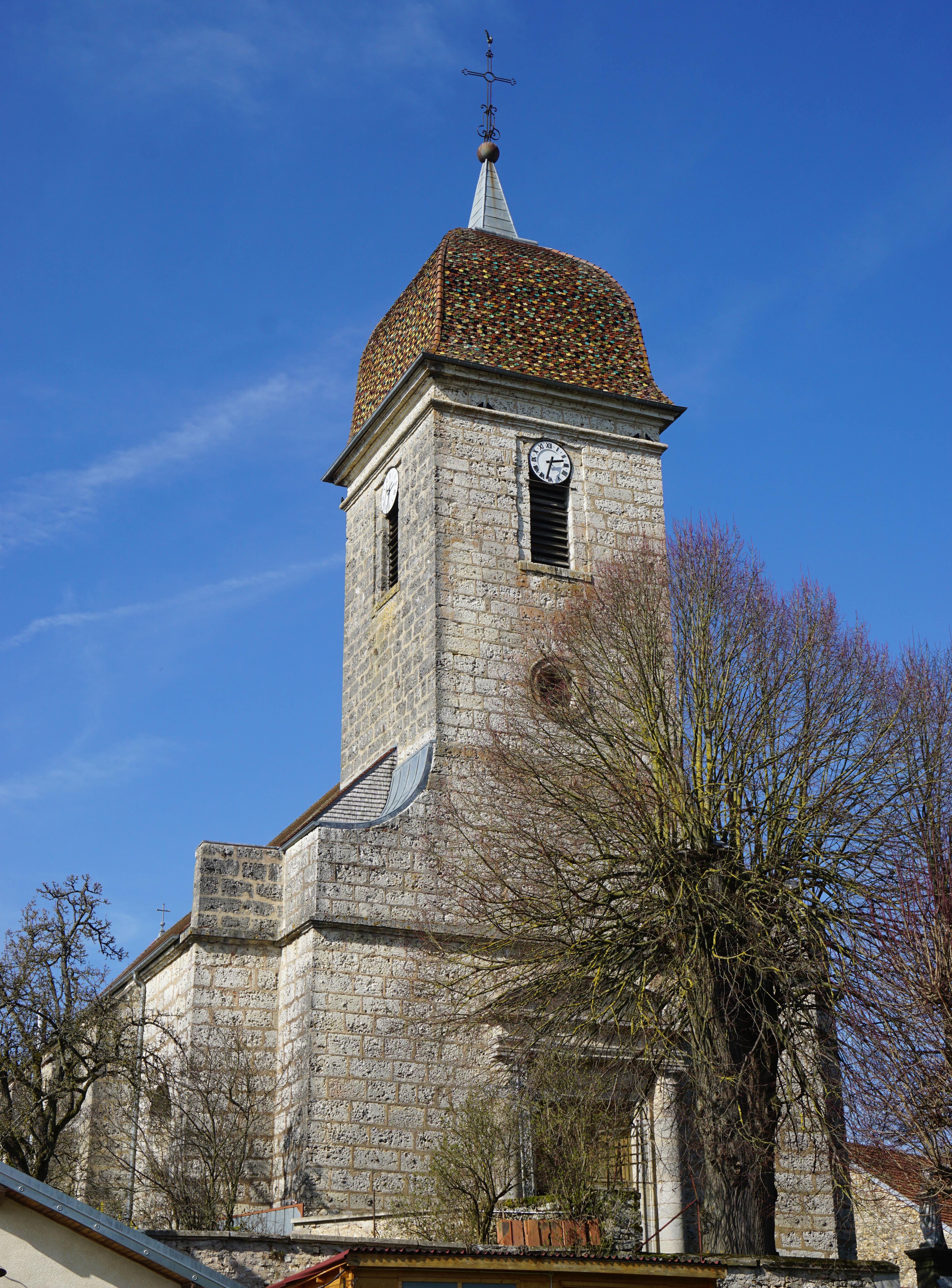
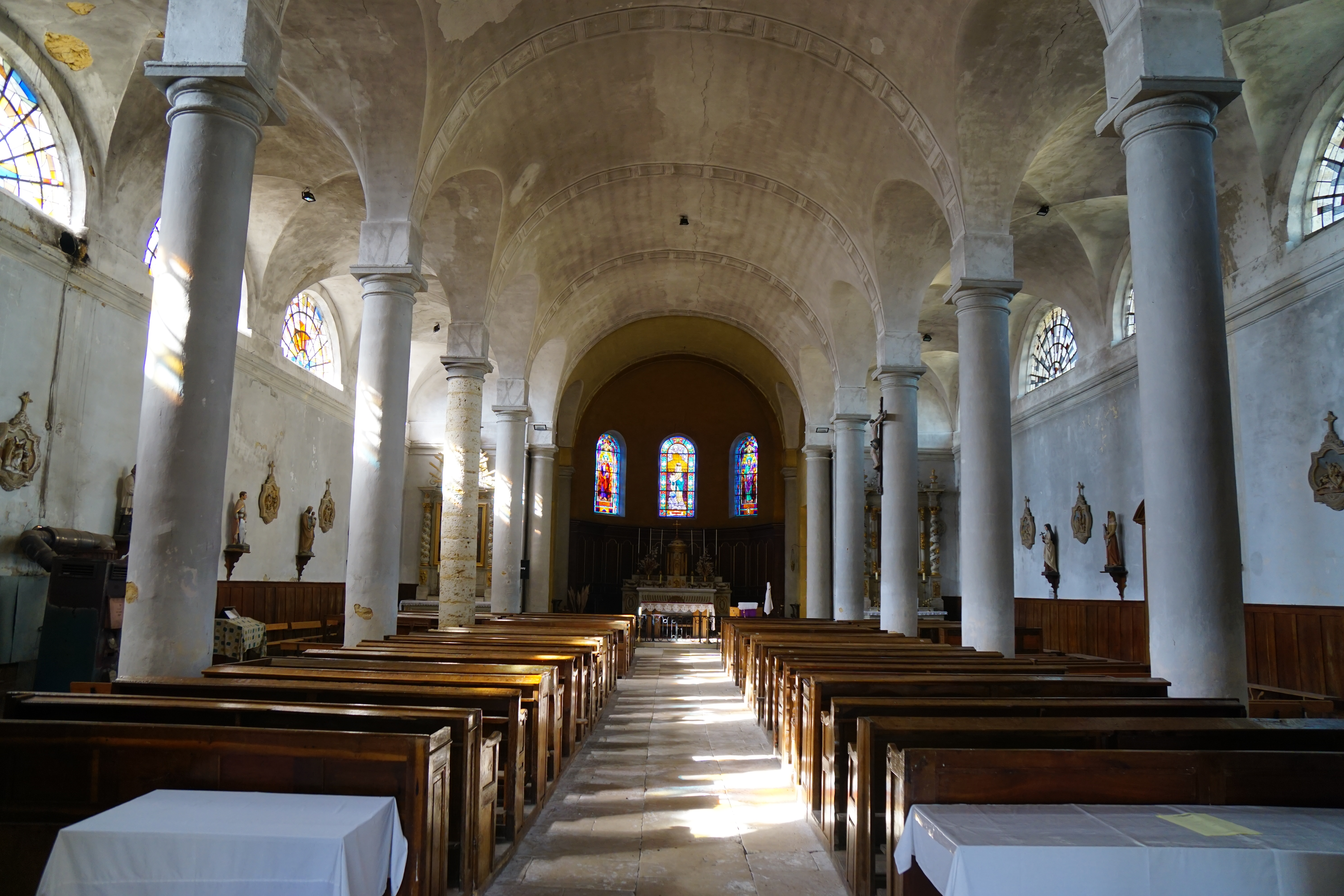
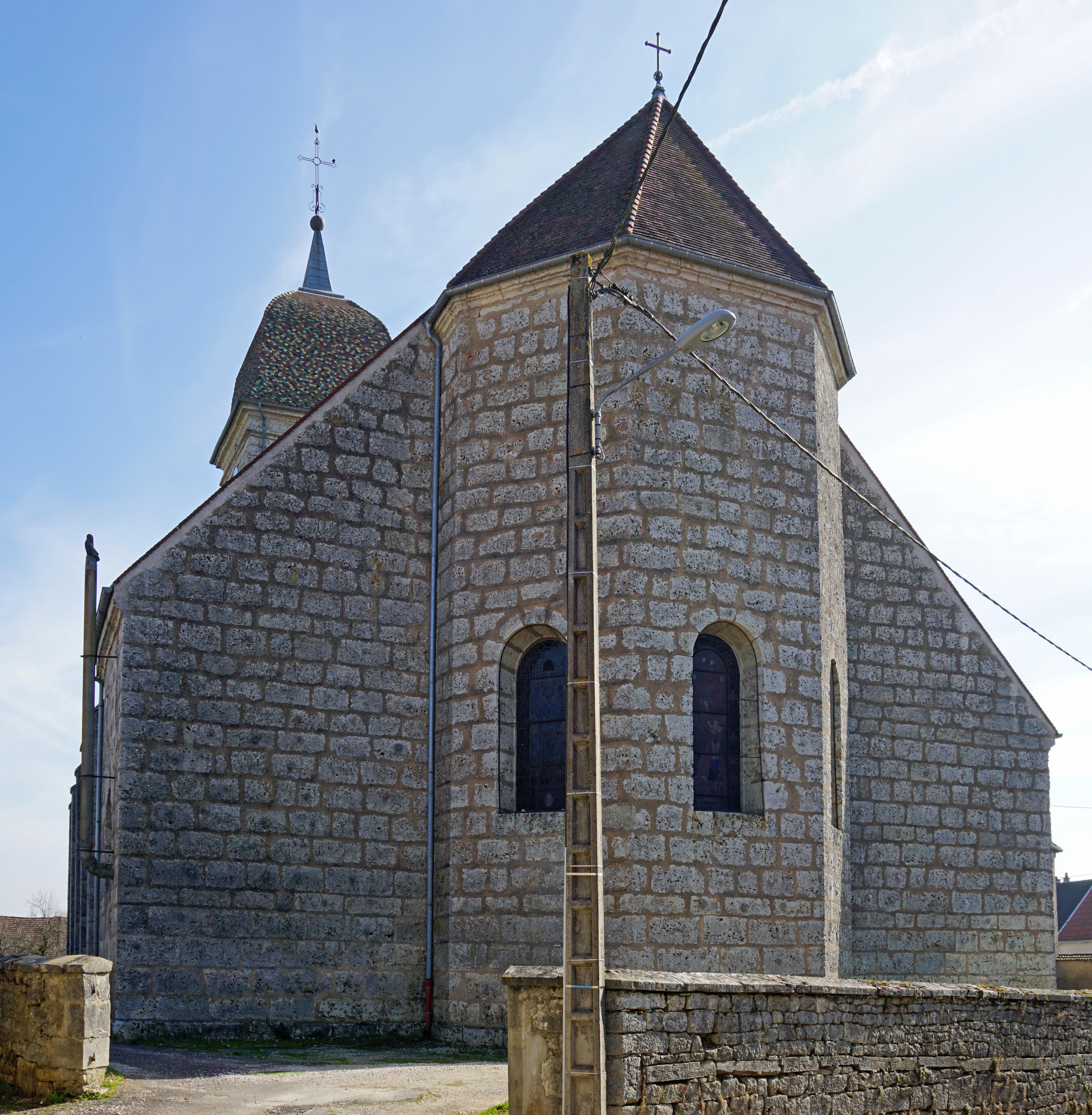

- Ancien moulin à farine, construit en 1845-1847[12].

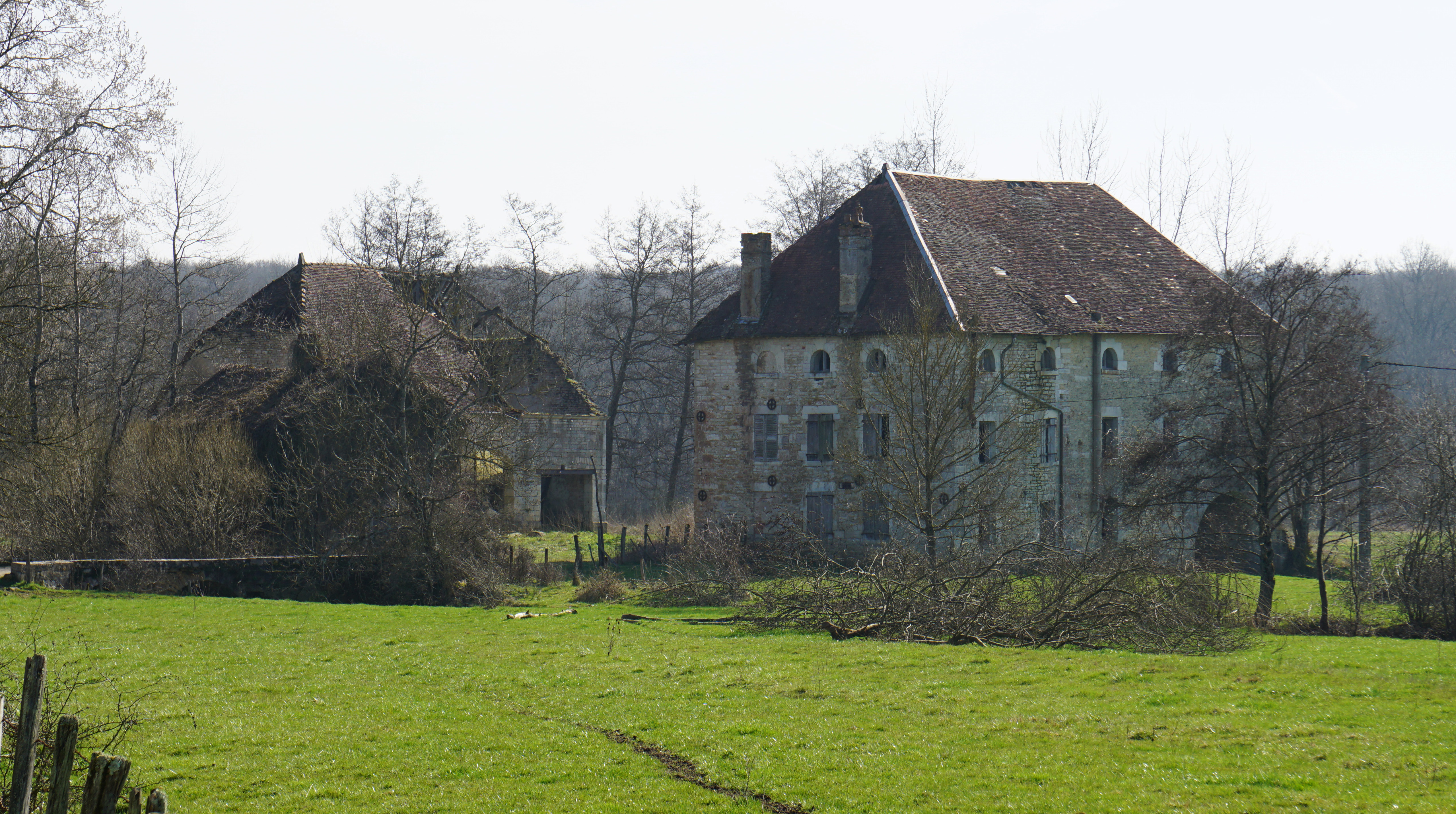
L'ancien moulin à farine.
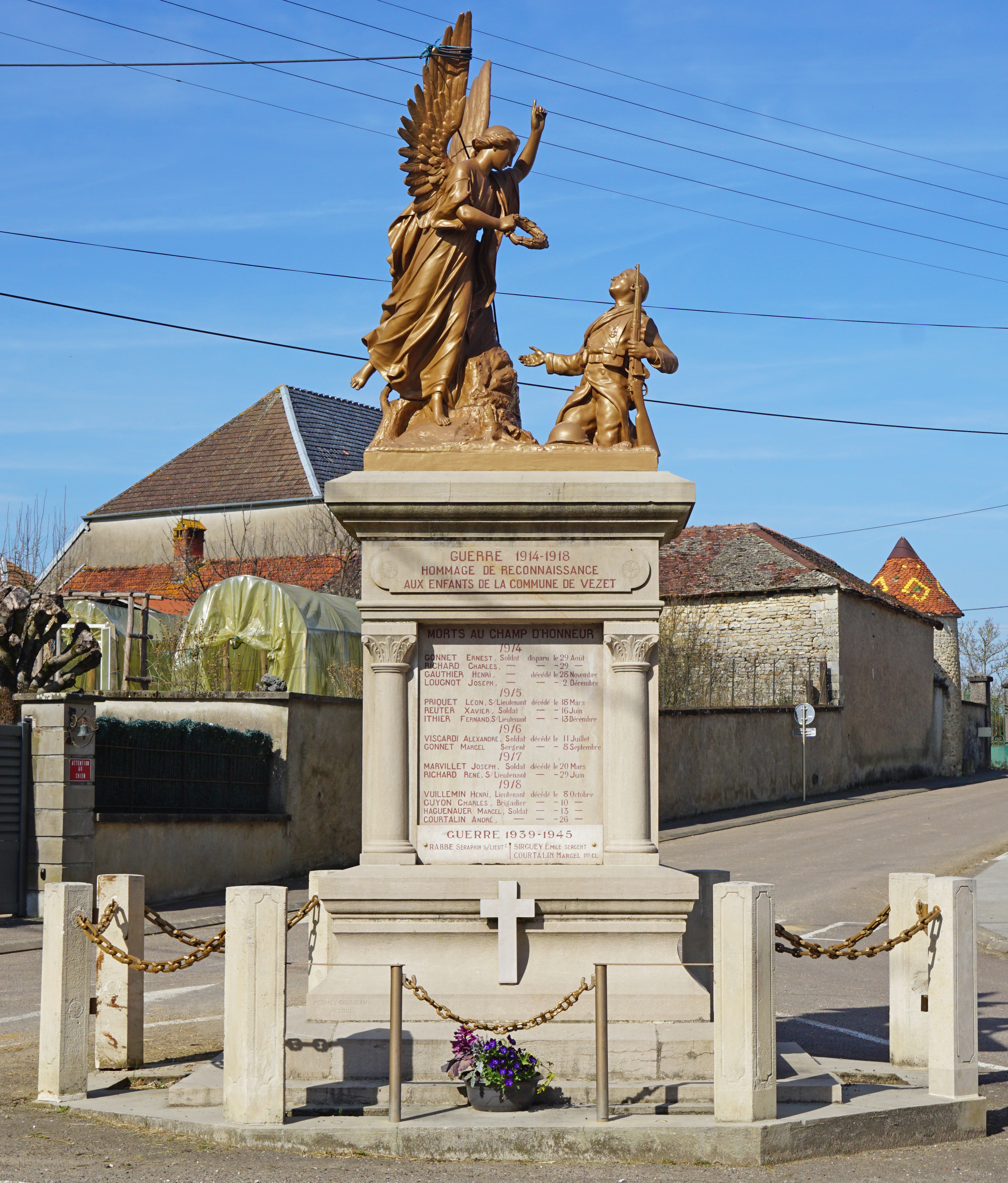
Le monument aux morts.
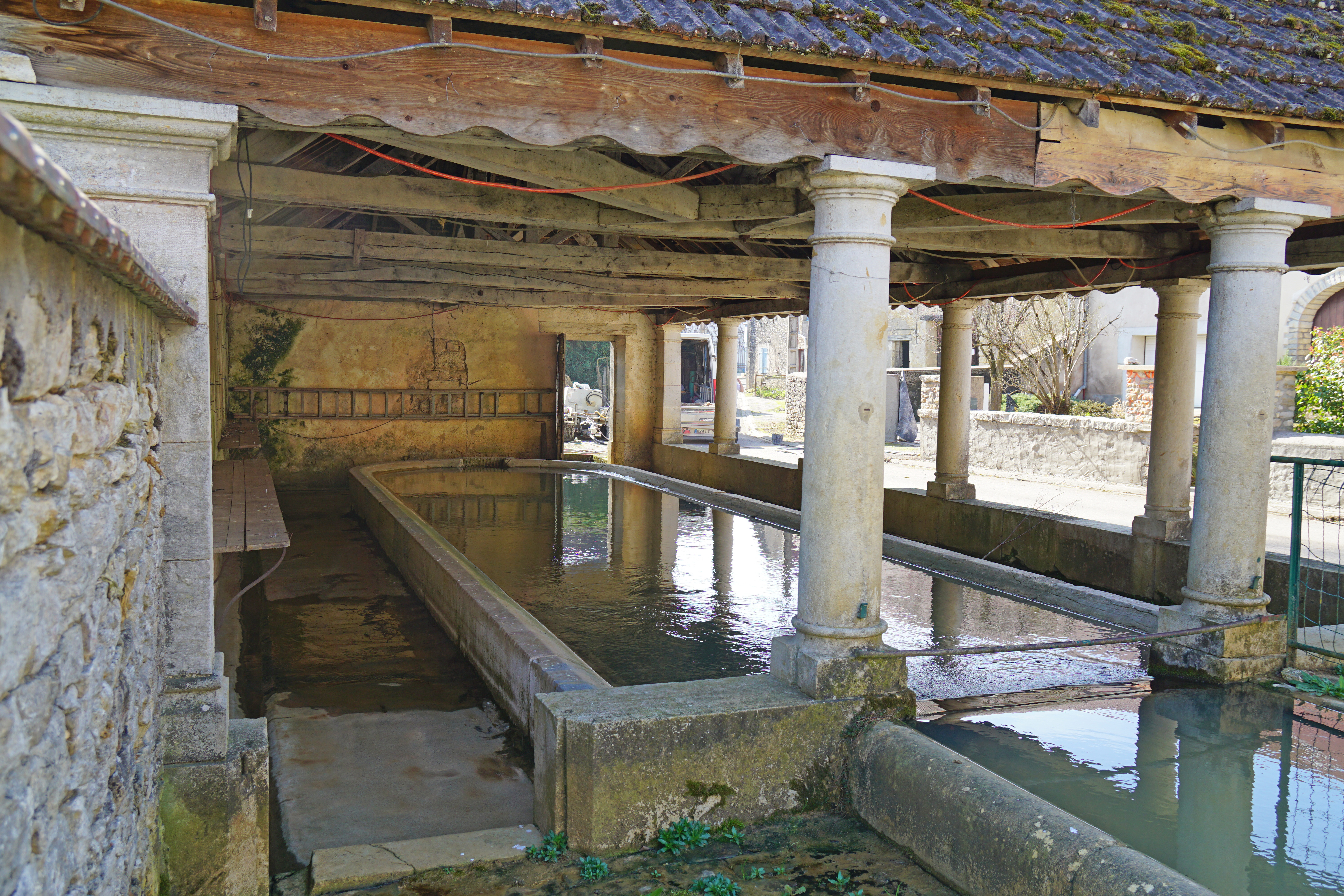
Le lavoir.
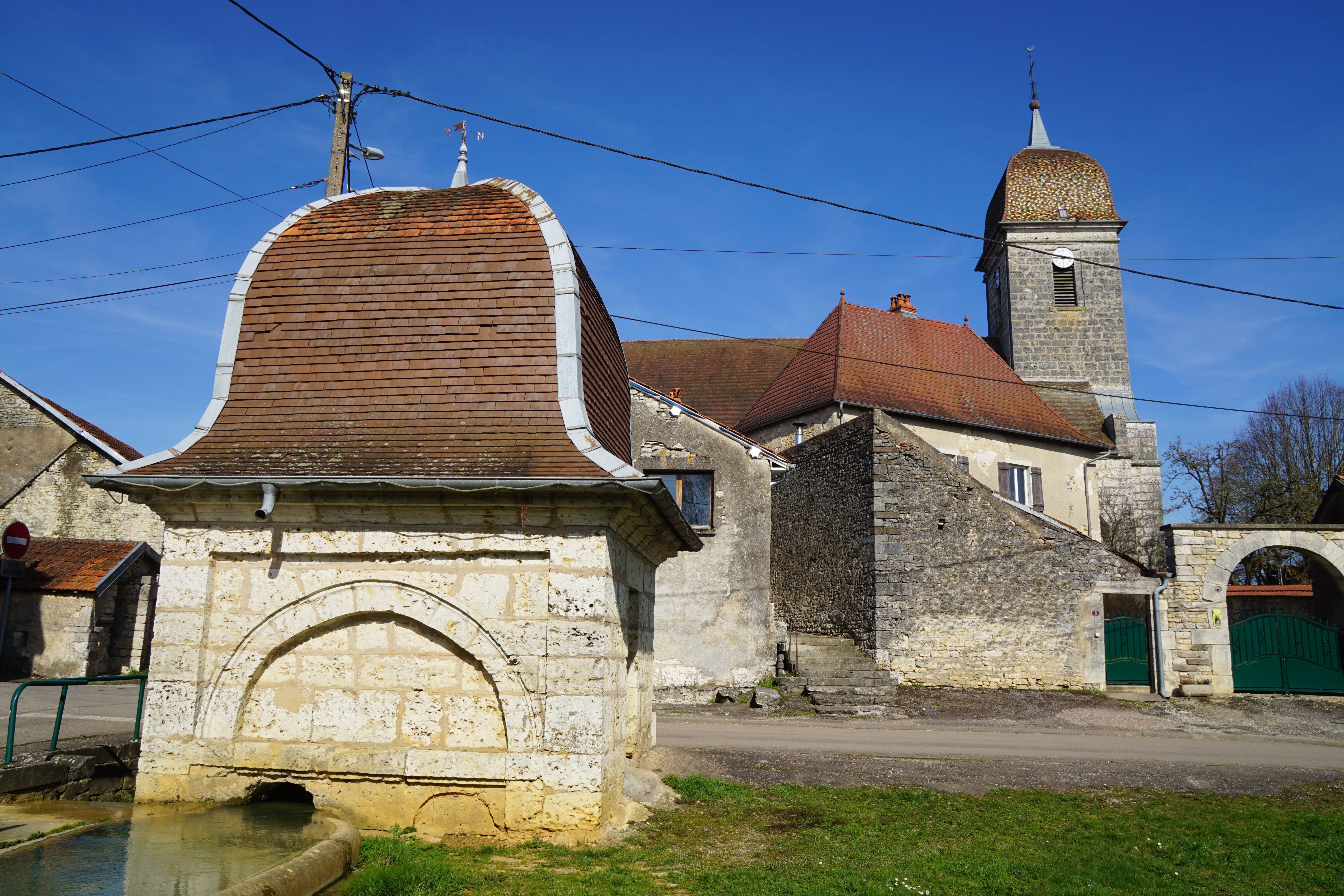

## Personnalités liées à la commune
- Jean-Claude Hartemann, chef d'orchestre lyrique français, né le 18 décembre 1929 à Vezet, mort à Paris le 27 novembre 1993. Élève de Jean Fournet et de Jésus Etcheverry, il fut directeur musical du théâtre de Metz, puis de l'Opéra-Comique à Paris. Fondateur de l'Ensemble Instrumental de France et des Solistes de France, il enseigna la direction à la Schola Cantorum de Paris. Interprète raffiné de Mozart, Verdi et Massenet, il fut un ardent défenseur du chant français[13].